# 1-я Ямская улица
1-я Ямска́я у́лица — улица в Северо-Восточном административном округе города Москвы на территории района Марьина Роща. Улица начинается от улицы Сущёвский Вал и идёт до Стрелецкой улицы.

## Происхождение названия
Улица получила своё название в XIX веке. Такое имя улице было дано из-за расположения на землях Переяславской ямской слободы, жители которой с XVII века выполняли ямскую повинность.

## Транспорт
- Автобус 84 от станции метро «Савёловская»
- Автобус 12 от станции метро «Тимирязевская»